# Kings of Metal MMXIV
Kings of Metal MMXIV, je třinácté studiové album kapely Manowar, které oslavuje 25. výročí alba Kings of Metal z roku 1988. Ovšem na tomto albu už nespolupracovali tehdejší členové: Ross the Boss (kytara), který neuchovává s Manowar dobré vztahy[zdroj?] a nyní hraje v kapele Death Dealer a Scott Columbus (bubeník), který zemřel.
„Kings Of Metal MMXIV“ bylo vydáno 28. února 2014, jako 2 CD se dvěma 24-strannými brožurkami a dalším novým uměním podle legendárního fantasy umělce a dlouholetého spolupracovníka Kena Kellyho, + jako digitální dvojité album. Následně k albu nastalo světové turné, které zahájili 21.3. v Moskvě.
7. února 2014 Manowar vydává digitální podobu tohoto alba, pod názvem „Kings Of Metal MMXIV (Silver Edition)“

## Obsazení
- Eric Adams – zpěv
- Karl Logan – kytara, klávesy
- Joey DeMaio – basová kytara, klávesy
- Donnie Hamzik – bicí

## Seznam písní
CD 1:
1. Hail And Kill MMXIV
2. Kings Of Metal MMXIV
3. The Heart Of Steel MMXIV (Acoustic Intro Version)
4. A Warrior's Prayer MMXIV
5. The Blood Of The Kings MMXIV
6. Thy Kingdom Come MMXIV
7. The Sting Of The Bumblebee MMXIV
8. Thy Crown And Thy Ring MMXIV (Orchestral Version)
9. On Wheels Of Fire MMXIV

Bonusový CD 1:
1. Thy Crown and Thy Ring MMXIV (Metal Version)
2. The Heart Of Steel MMXIV (Guitar Instrumental)

CD 2:
1. Hail And Kill MMXIV (Instrumental)
2. Kings Of Metal MMXIV (Instrumental)
3. The Heart Of Steel MMXIV (Orchestral Intro Version - Instrumental)
4. The Blood Of The Kings MMXIV (Instrumental)
5. Thy Kingdom Come MMXIV (Instrumental)
6. Thy Crown and Thy Ring MMXIV (Orchestral Version - Instrumental)
7. On Wheels of Fire MMXIV (Instrumental)